# José Guilherme
José Guilherme de Lima Costa est un footballeur brésilien né le 16 mars 2005 à Fortaleza. Il joue au poste d'Arrière gauche à Grêmio FBPA.

## Carrière

### En club
Dans les catégories des jeunes, il a évolue à Palmeiras et Portuguesa avant de rejoindre l'académie de Grêmio en 2021. Il signe son premier contrat professionnel le 28 juillet 2022 pour trois ans.
Il fait ses débuts professionnels le 14 février 2024 contre Ypiranga dans le championnat de Rio Grande do Sul en entrant en cours du jeu à la place de Wesley Costa. . Il fait ses débuts en championnat le 14 avril 2024 contre le Vasco da Gama en entrant à la place de Cuiabano.

### En sélection
Avec les moins de 20 ans, il participe au Championnat de la CONMEBOL en 2025 au Venezuela. Il joue 5 matchs pendant ce tournoi et le Brésil remporte le titre.

## Palmarès
- Vainqueur du Championnat de la CONMEBOL des moins de 20 ans en 2025